# Трафальгар Шарпа
«Трафальгар (стрелка) Шарпа» — четвёртый исторический роман в серии книг Бернарда Корнуэлла о Ричарде Шарпе (2000) и первый из романов этой серии, действие которого происходит во время Наполеоновских войн. В этой книге энсин Шарп принимает участие в Трафальгарской битве и впервые сталкивается с ружьём Нока (разработанным для военно-морского флота и позднее ставшим любимым оружием Патрика Харпера).

## Краткое содержание
В 1805 году Ричард Шарп направляется из Индии в Англию на борту грузового корабля «Каллиопа». На борту также находится прекрасная леди Грейс Хейл, чьё присутствие обещает интригу и приключения в скучном путешествии домой.
Впрочем, путешествие перестаёт быть скучным, когда «Каллиопу» захватывает грозный французский военный корабль «Ревенан». Он направляется к французскому флоту с похищенным договором, который, в случае его доставки, может спровоцировать индейцев на новую войну против англичан.
Прибытие флота адмирала Горацио Нельсона приводит к битве с испанским флотом.

## Персонажи в «Трафальгаре Шарпа»
- Ричард Шарп
- Леди Грейс Хейл, ещё один пассажир «Каллиопы» и жена лорда Хейла
- Лорд Уильям Хейл, британский дипломат
- Горацио Нельсон, адмирал британского флота
- Джоэль Чейз, капитан «Пуссели» и друг Шарпа из Индии
- Пекьюлиа Кромвель, бывший капитаном «Каллиопы» до того, как её захватил «Ревенан»

## Связь с реальной историей
- В романе множество упоминаний о Трафальгарской битве 1805 года.
- В своей исторической заметке Корнуэлл комментирует, что, кроме Шарпа, вымышленного персонажа, он знает только одного человека, который присутствовал в битвах при Трафальгаре и Ватерлоо: Мигель Рикардо де Алава, бывший сначала морским пехотинцем в испанском флоте в то время, когда Испания была в союзе с Францией, а позже ставший генералом и близким другом герцога Веллингтона и послом Испании в Нидерландах.
  - В своей более поздней документальной работе «Ватерлоо: история четырёх дней, трёх армий и трёх сражений» Корнуэлл внёс поправку в это утверждение, добавив, что по крайней мере одно подразделение наполеоновской Армии Севера, сражавшееся при Ватерлоо, было сформировано из бывших французских морских пехотинцев, которые сражались в Трафальгарской битве.
  - Генерал Антуан Друо также должен был присутствовать в обоих сражениях.

## Издание на русском языке
- Бернард Корнуэлл. Трафальгар стрелка Шарпа. — Москва: Эксмо, 2007. — (Приключения Ричарда Шарпа). — ISBN 978-5-699-24345-7.